# Sombreffe
Sombreffelà một đô thị ở tỉnh Namur. Tại thời điểm ngày 1 tháng 1 năm 2006, đô thị này có dân số 7.615 người. Tổng diện tích là 35,78 km², với mật độ dân số 213 người trên mỗi km².

## Liên kết ngoài

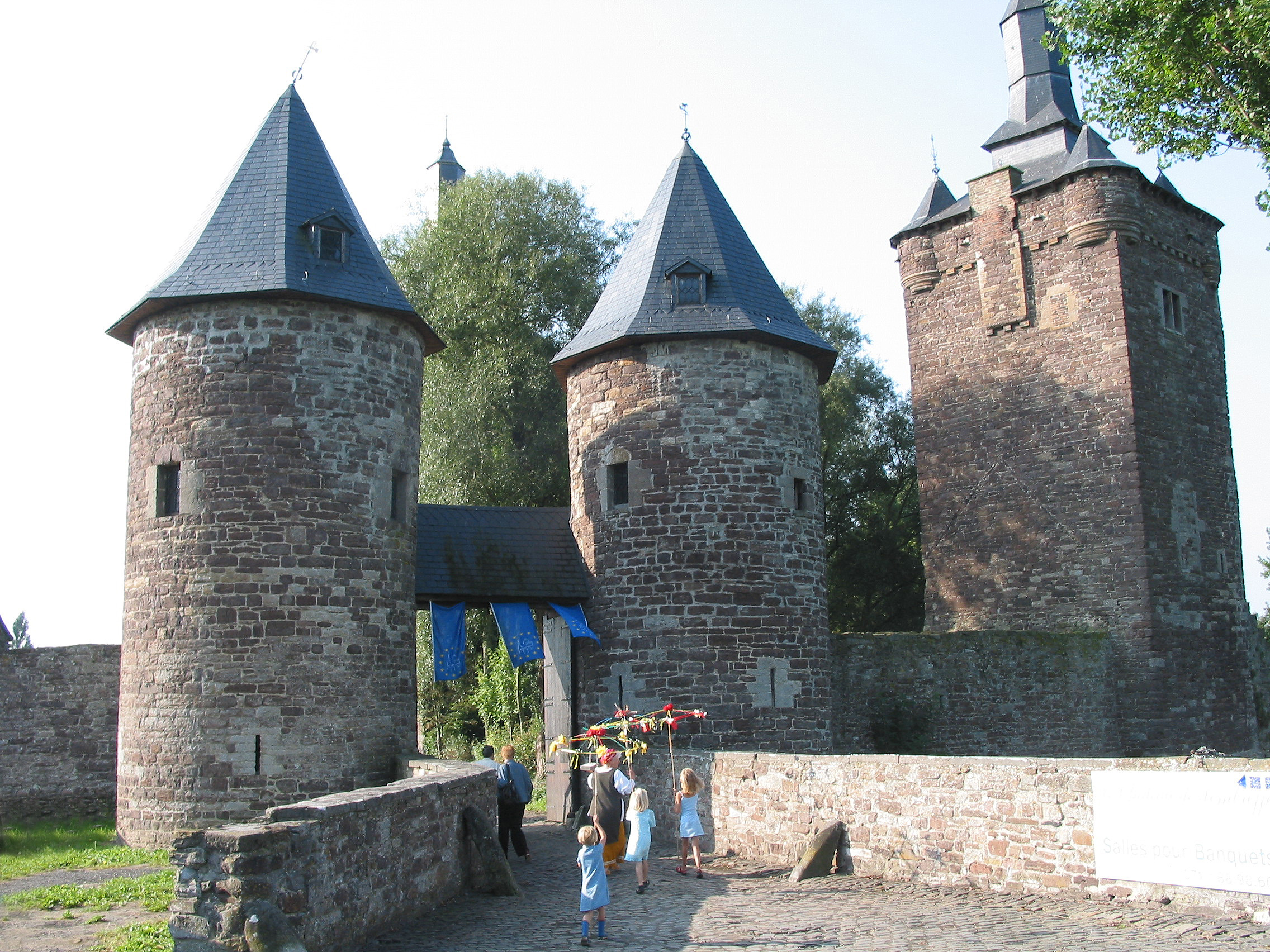
Sombreffe: lối vào toà lâu đài